# Mangulile
Mangulile é uma cidade hondurenha do departamento de Olancho.